# 乾象暦
乾象暦（けんしょうれき）は、中国暦の一つで、三国時代の呉において黄武二年（223年）から末年の天紀三年（280年）までの58年間にわたって使用された太陰太陽暦の暦法。後漢末の劉洪（りゅうこう）が作った。呉の闞沢が『乾象暦注』を著して誤差を修正した。
19年7閏月の章法を採用し、1太陽年を365+145/589（≒365.2462）日、1朔望月を29+773/1457（≒29.53054）日とする。
また、1近点月を27+3303/5969（≒27.55336）日とする計算法を提出しており、乾象暦によって初めて月の近地点の移動や黄道・白道の交点の逆行といった月の遅疾についての知識が暦の計算に取り入れられた。のちの定朔法につながる第一歩となる。